# Aulopus cadenati
Aulopus cadenati är en fiskart som beskrevs av Poll, 1953. Aulopus cadenati ingår i släktet Aulopus och familjen Aulopidae. Inga underarter finns listade.